# 阿尔穆尼亚
阿尔穆尼亚，是西班牙卡斯蒂利亚-莱昂塞戈维亚省的一个市镇。 总面积46平方公里，总人口257人（2001年），人口密度6人/平方公里。